# Mostly 4 Millennials
Mostly 4 Millennials è una serie televisiva statunitense del 2018, creata e diretta da Derrick Beckles e sceneggiata da quest'ultimo insieme a Eric Andre.
La serie è una satira generale della generazione dei millennial.
Derivata dall'episodio pilota Totally per Teens andato in onda nel 2009 e da Hot Package andata in onda dal 2013 al 2015, la serie è stata trasmessa per la prima volta negli Stati Uniti su Adult Swim il 2 luglio 2018.

## Episodi
| nº | Titolo originale    | Prima TV USA   |
| -- | ------------------- | -------------- |
| 1  | Distractions        | 2 luglio 2018  |
| 2  | Feelings & Emotions | 2 luglio 2018  |
| 3  | Diversity           | 9 luglio 2018  |
| 4  | Bravery             | 9 luglio 2018  |
| 5  | Interfacing         | 15 luglio 2018 |
| 6  | Entitlement         | 15 luglio 2018 |
| 7  | Responsibility      | 23 luglio 2018 |
| 8  | Empowerment         | 23 luglio 2018 |

## Personaggi e interpreti

### Personaggi principali
- Derrick Beckles, interpretato da Derrick Beckles.
- DJ Durst, interpretato da Fred Durst.

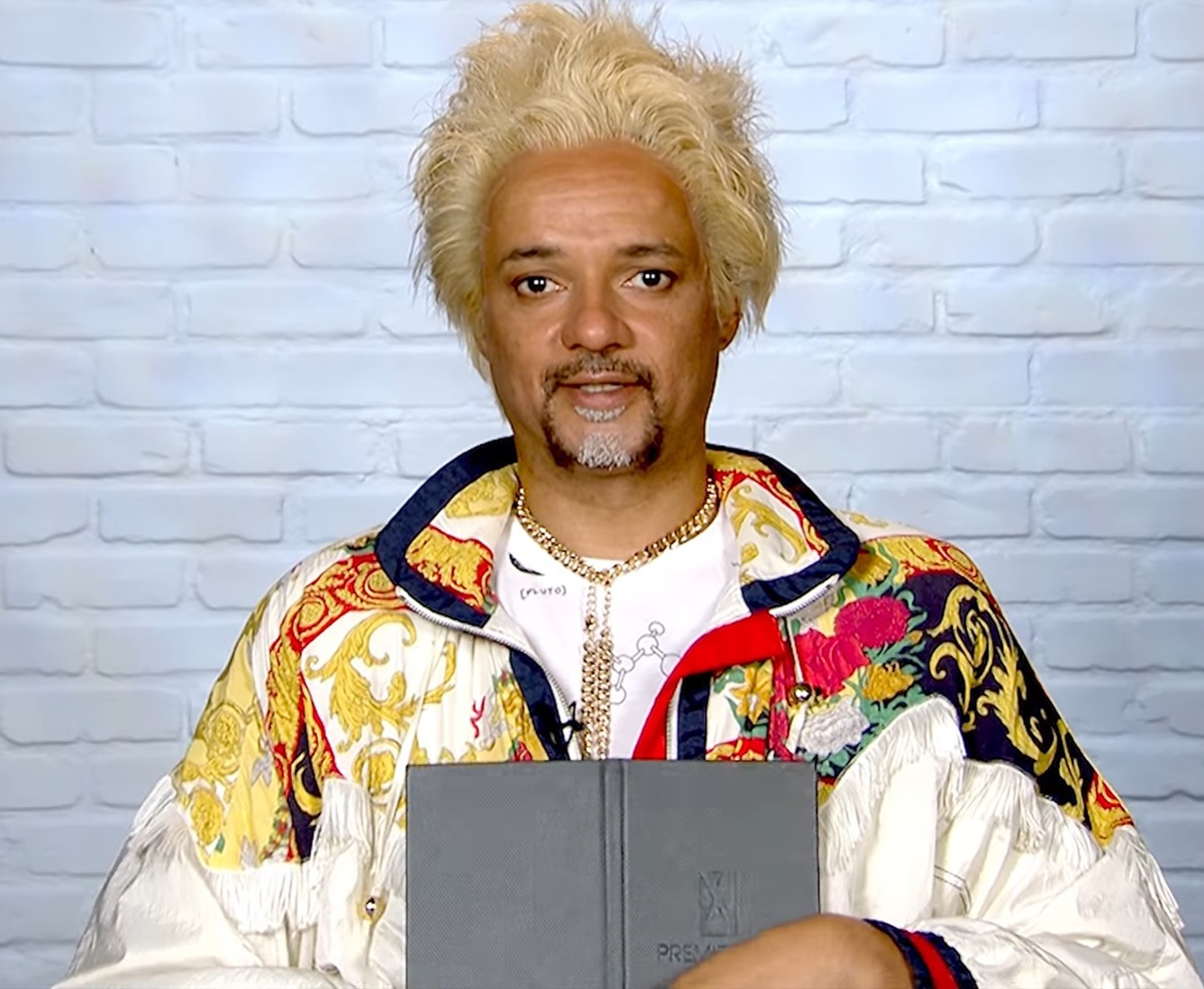
Derrick Beckles nel 2018
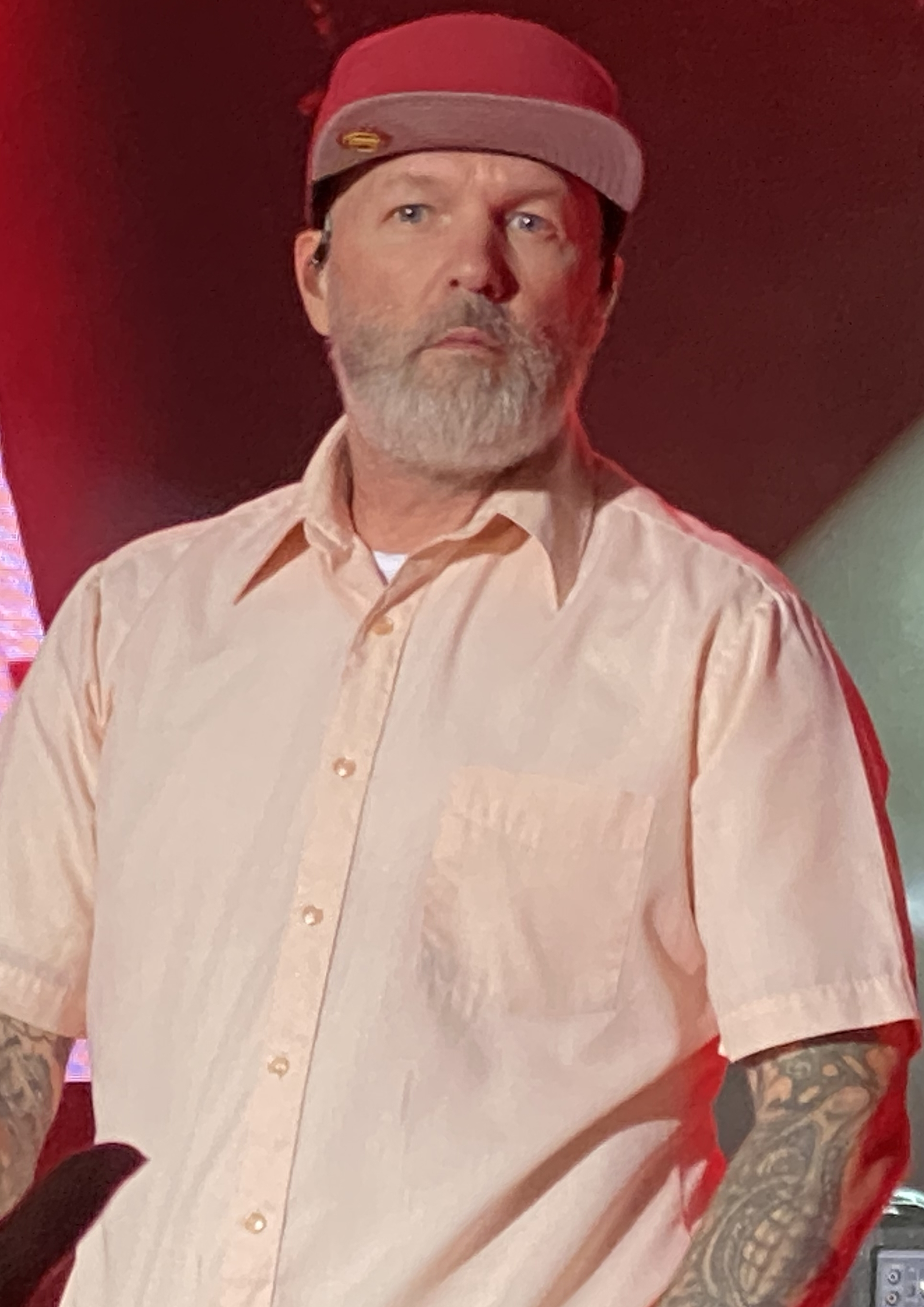
Fred Durst nel 2021

### Personaggi ricorrenti
- Ragazze di Derrick, interpretate da Meghan Ryan e Brittany Shaffer.
- Millennial, interpretata da Lindsay Rootare.
- Steve Wilkos, interpretato da Steve Wilkos.
- Star anziana, interpretato da Vic Noto.
- Tyler, interpretato da Jordan Cody Brandon.